# Seconde chaîne (chaîne de télévision géorgienne)
La seconde chaîne ou meoré arkhi (en géorgien : მეორე არხი), est une chaîne de télévision géorgienne lancée en 1991 et détenue par Radio télévision publique géorgienne.